# Nykirke
Nykirke est une agglomération de la municipalité de Horten, dans le comté de Vestfold, en Norvège.

## Description
La ville est située à l'est de la Route européenne 18 et à environ dix kilomètres à l'ouest de Horten. La ligne de chemin de fer Vestfoldbanen traverse la ville mais sa gare est fermée. l'arrêt le plus proche est la gare de Skoppum. L'église de Nykirke est une église d'architecture romane datant du XIIe siècle et est dédiée à Nicolas de Myre.

### Personnages célèbres de Nykirke
- Jørgen Jalland (en) (1977), footballeur
- Olaf Tufte (1976), rameur
- Espen Aas (1973), journaliste NRK

## Zones protégées
- Réserve naturelle de Fjugstad créée en 1980[4].